# Amado Alejandro Ascasso Trincado
Amado Alejandro Ascasso Trincado (Vitòria, 8 de febrer del 1927 - 13 d'abril de 2017) és un industrial i polític basc.
De jove va treballar de carnisser Ha estat president de l'Agrupació Socialista d'Àlaba del PSE-PSOE, a la que es va unir el 1975. Del 1979 al 1983 fou tinent d'alcalde de Vitòria i Secretari de Mesa de les Juntes Generals d'Àlaba. Posteriorment ha estat senador per Àlaba a les eleccions generals espanyoles de 1982, 1986 i 1989. Durant el seu mandat va ser Secretari Primer de la Comissió d'Afers Iberoamericans i president de la Comissió de Suplicatoris.